# Alexandru Toma

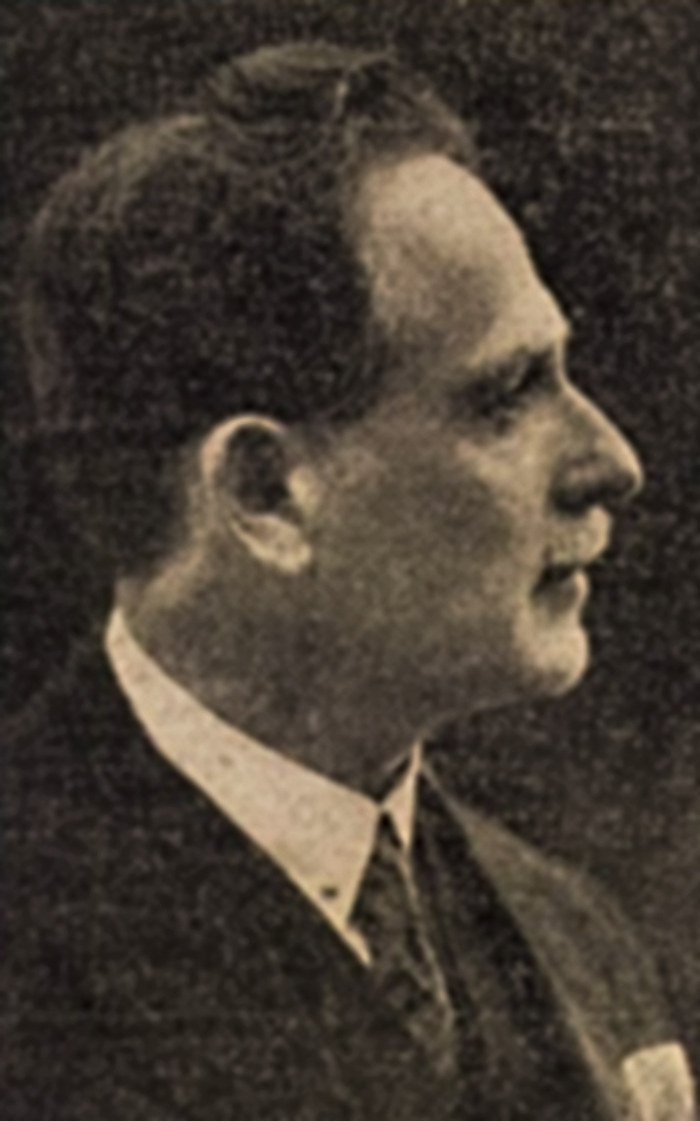
Alexandru Toma

Alexandru Toma (nume la naștere Solomon Moscovici)  (n. 11 februarie 1875, Urziceni – d. 15 august 1954, București) a fost un scriitor, poet, jurnalist și traducător român de origine evreiască . Alexandru Toma a fost membru în Partidul Comunist Român din 1933.

## Biografie

### Activitate literară
Pseudonimul literar de Alexandru Toma a fost ales de Ion Luca Caragiale, în 1896, cu prilejul publicării unui poem în revista Epoca literară. La începutul carierei literare și publicistice a folosit și alte pseudonime, precum Falstaff, Hâncu, Crayon, Tomșa și Endymion.
În 1919, Alexandru Toma a fost ales membru al Societății Scriitorilor Români
Licențiat al Facultății de Litere din București, a fost o vreme profesor de istorie și filosofie la licee din București și redactor la ziarul socialist Lumea nouă.

### Editor de carte și plin realism socialism
După al Doilea Război Mondial a fost director la Editura de Stat pentru Literatură și Artă (ESPLA).
Cunoscut pentru vederile sale comuniste și pentru introducerea realismului socialist și a stalinismului în literatura română, în 1948 A. Toma a fost ales membru titular al Academiei Române.. După aceea, pictorul Jean Steriadi l-a imortalizat pe pânză într-un tablou numit „Academicianul A. Toma”.
Unele poezii „realiste" ale lui A. Toma, porneau de la o știre publicată în ziarul Scânteia, din care închega iute, indiferent la inadvertențe, un scurt poem în care faptele sunt conduse și reordonate după nevoia artistică a poetului, într-o flagrantă ignorare a veridicului.
În poezia „La inaugurarea librăriei Cartea Rusă”, publicată în revista Veac nou din 10 ianuarie 1945, A. Toma celebra înființarea Editurii și Librăriei ARLUS-Cartea Rusă (decembrie 1944, respectiv ianuarie 1945) drept un act civilizator major.
Vladimir Tismăneanu relatează o întâmplare la care a fost martoră jurnalista Tita Chiper: la o vizită a lui A. Toma la Școala de Literatură și Critică Literară „Mihai Eminescu”, prin 1953, acesta se bătea cu pumnul în piept atunci când invoca „poemele antifasciste” pe care le-ar fi compus în timpul celui de-al Doilea Război Mondial. La întrebarea unui tânar poet despre cum ajungeau acele versuri în rândul poporului, A. Toma a replicat scurt: „Tavarășe, eu nu eram sinucigaș. Le țineam ascunse în sticluțe de Urodonal”.

### Elogiu lui Stalin
La o săptămână după dispariția lui Iosif Vissarionovici Stalin, în pagina a doua a ediției din 13 martie 1953 a ziarului Scânteia, Alexandru Toma (devenit celebru cu versurile “imperialist american/căde-ți-ar bomba-n ocean!”) a publicat o altă „capodoperă” literară: „Viață dați stalinistului gând!” care se încheia cu versurile:
Fii ai muncii, noi azi, sub cernitul drapel
Al partidului nostru, — înălțăm jurământ
Să dăm iureș prin crâncene stăvili spre țel —
Cu acelaș avânt stalinist neînfrânt!
Este tatăl lui Sorin Toma care a publicat în ziarul Scînteia un faimos articol ce avea drept scop delegitimarea scriitorului Tudor Arghezi. A existat suspiciunea că ar fi scris acest articol pentru a-l da jos de pe piedestal pe Tudor Arghezi și a-l pune în locul acestuia pe tatăl său, poetul A. Toma.

## Premii
- Premiul de Stat al Republicii Populare Române pentru lucrările de o deosebită valoare efectuate în anul 1949 în domeniul Literaturii, clasa I-a (8 martie 1951), „pentru volumul de poezii «Cântul Vieții» (1894—1948)”[13]

## Distincții
- Medalia „A cincea aniversare a Republicii Populare Române” (24 decembrie 1952) „pentru lupta și munca duse în vederea făuririi, consolidării și prosperării Republicii Populare Române”[14]

## Volume publicate
- Poezii, 192 pagini, Editura Cultura Națională, 1926 (distins de Academia Română cu Premiul "Ion Heliade-Rădulescu")
- Ne vine dreptatea, 1944,
- Placări pe culmi, 1946
- Pușkin, făclie peste vremi, 1949
- Cântul vieții (prefață de Ion Vitner), apărut în trei ediții între 1950 și 1954. Ediția din 1951 a fost tipărită în 15.000 exemplare
- Poezii alese, 309 pagini, (prefață de Sergiu Fărcășan), Editura de Stat pentru Literatură și Artă, 1952, (10.150 exemplare)
- Poezii alese, Editura Tineretului, 1953, (30.000 exemplare)

## Traduceri
Alexandru Toma a publicat și traduceri din literatura clasică franceză, dar și din alți autori:
- Poezii și poeme din literatura universală (antologie), Editura de Stat pentru Literatură și Artă, București, 1954.
- Versuri de Carmen Sylva.
- Renașterea de Joseph-Arthur de Gobineau.
- Tartuffe de Molière.
- Crâșmărița de Petőfi Sándor.[15]
- Povestiri pentru copii de Lev Tolstoi.